# セオドア・トマス
セオドア・トマス（Theodore Thomas, 出生名:Friedrich Christian Theodor Thomas, 1835年10月11日 – 1905年1月4日）は、アメリカ合衆国で活躍したドイツ人指揮者。アメリカで最初に有名になった指揮者と見なされている。

## 経歴
ハノーファー王国のエーゼンス出身。ヴァイオリン奏者の父親から音楽教育を受け、6歳までにヴァイオリニストとしてオーケストラと共演するまでになった。
1845年に家族に連れられ渡米するが、経済的な困難に立ちはだかられた。1854年にニューヨーク・フィルハーモニー管弦楽団に入団し、ソリストとしても有名な音楽家と演奏旅行に取り組んだ。1855年にはヨハネス・ブラームスのピアノ三重奏曲第1番の世界初演を行っている。
1861年までに独自のオーケストラを組織し、アーヴィン・ホールにて演奏を開始。後にシカゴ交響楽団を創設した。イリノイ州シカゴにて他界。